# Чина лесная
Чи́на лесна́я (лат. Láthyrus sylvéstris) — травянистое растение, вид рода Чина (Lathyrus) семейства Бобовые (Fabaceae). Типовой вид (лектотип) рода.

## Ботаническое описание

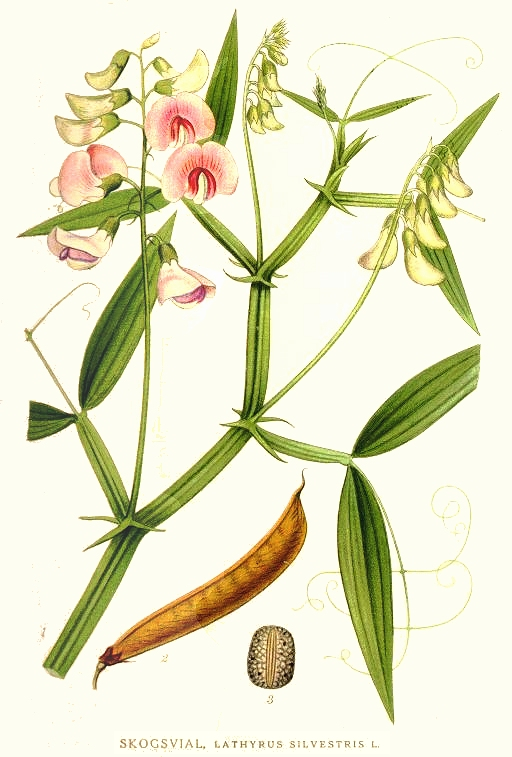

Многолетнее травянистое растение. Стебель простёртый, крылатый, до 2 м длиной, сильно разветвлённый. Листья на крылатых черешках, с одной парой ланцетных листочков 5—12 см длиной и 6—20 мм шириной, на верхушке оттянутых в остроконечие, заканчивающиеся усиком.
Цветки по 3—8 и более в кистях на пазушных слабо гранистых цветоносах, розовые, цветоножки их прямостоячие или отклонённые. Чашечка ширококолокольчатая, нижний её зубец длиннее остальных. Флаг с округло-овальной пластинкой, на верхушке с выемкой, и коротким узким ноготком.
Бобы 6—7 см длиной и 0,7—1 см шириной, сжатые, продолговато-линейные. Семена шаровидные или продолговатые.

## Распространение и экология
Встречается по лесным опушкам и зарослям кустарников, широко распространён в Европе и на Кавказе.
Лучше всего произрастает на богатых почвах с нейтральной или слабо кислой почвой. На минеральных почвах выносит затопление до 26 дней. Выдерживает весенние и осенние заморозки до −3 °C.
Размножается семенами и корневищными черенками. Семена имеют плохую всхожесть и перед посевом требуют скарификации. Всхожесть сохраняется до 3—4 лет. В первый год развивается медленно, но быстрее чины луговой (Lathyrus pratensis). Со второго года скашивается на корм. В посевах сохраняется до 10 лет. Вегетационный период длится 100—120 дней.

## Химический состав
В листьях во время цветения содержится 205—208 мг % аскорбиновой кислоты.
| До цветения     | 0,450 | 0,539 |
| Начало цветения | 0,460 | 0,524 |
| Конец цветения  | 0,567 | 0,347 |

100 кг семян содержат 111 кормовых единиц и 27 кг переваримого протеина.

## Значение и применение
Дикорастущая плохо поедается сельскохозяйственными животными. Культурные формы хорошо поедаются свиньями, овцами, крупным рогатым скотом в свежем виде и в сене, но после приучения. Семена съедобны.

## Классификация

### Таксономия
Lathyrus sylvestris L., Sp. Pl. 2: 733 (1753).
Вид Чина лесная относится к роду Чина (Lathyrus) подсемейства Мотыльковые (Papilionoideae) семейства Бобовые (Fabaceae) порядка Бобовоцветные (Fabales). Таксономическая схема в соответствии с Системой APG IV по состоянию на декабрь 2023 года:
|  |                                      |  |                                   |                                   |                   |  | ещё 3 семейства | ещё 3 семейства   |                          |  |  |  | еще 523 рода                                                     | еще 523 рода |  |  |
|  |                                      |  |                                   |                                   |                   |  | ещё 3 семейства | ещё 3 семейства   |                          |  |  |  | еще 523 рода                                                     | еще 523 рода |  |  |
|  |                                      |  |                                   | порядок Бобовоцветные             |                   |  |                 |                   | подсемейство Мотыльковые |  |  |  |                                                                  | Чина лесная  |  |  |
|  |                                      |  |                                   | порядок Бобовоцветные             |                   |  |                 |                   | подсемейство Мотыльковые |  |  |  |                                                                  | Чина лесная  |  |  |
|  | отдел Цветковые, или Покрытосеменные |  |                                   |                                   | семейство Бобовые |  |                 |                   | род Чина                 |  |  |  |                                                                  |              |  |  |
|  | отдел Цветковые, или Покрытосеменные |  |                                   |                                   |                   |  |                 |                   |                          |  |  |  |                                                                  |              |  |  |
|  |                                      |  | ещё 63 порядка цветковых растений | ещё 63 порядка цветковых растений |                   |  |                 | еще 5 подсемейств | еще 5 подсемейств        |  |  |  | еще 214 подтвержденных видов и 19 видов, ожидающих подтверждения |              |  |  |
|  |                                      |  |                                   | ещё 63 порядка цветковых растений |                   |  |                 |                   | еще 5 подсемейств        |  |  |  |                                                                  |              |  |  |

### Синонимы
- Lathyrus angustifolius Medik.
- Lathyrus grandiflorus Láng, 1824, nom. illeg.
- Lathyrus heterophyllus Lapeyr.
- Lathyrus intermedius Wallr.
- Lathyrus noeanus Alef.
- Lathyrus platyphyllos (Retz.) W.D.J.Koch
- Lathyrus platyphyllus Retz.
- Lathyrus pyrenaicus Jord.
- Lathyrus silvester [[sensu auct.]]
- Lathyrus silvestris L.
- Lathyrus sylvestris f. pyrenaicus (Jord.) Rouy
- Lathyrus sylvestris prol. pyrenaicus (Jord.) Rouy
- Lathyrus sylvestris subsp. angustifolius (Medik.) Rothm.
- Lathyrus sylvestris subsp. platyphyllos (Retz.) Nyman
- Lathyrus sylvestris subsp. pyrenaicus (Jord.) O.Bolòs & Vigo
- Lathyrus sylvestris var. ensifolius Ser.
- Lathyrus sylvestris var. intermedius Kožuharov
- Lathyrus sylvestris var. intermedius Lamotte
- Lathyrus sylvestris var. oblongus Ser.
- Lathyrus variegatus Gilib., 1792, nom. inval.
- Pisum silvestre (L.) E.H.L.Krause